# Мартынов, Даниил Геннадьевич
Даниил Геннадьевич Мартынов (18 марта 1991) — российский футболист, полузащитник.
Начинал карьеру в клубах ЛФЛ «Росич» (2009), «Видное» (2010—2012) и «Квазар» (2013—2015), из которого летом 2015 вместе с группой игроков перешёл в армянскую «Мику». Сыграл в чемпионате две игры — 9 августа во втором туре провёл весь матч против ереванского «Арарата» (0:1), 22 августа в 4 туре в матче против «Гандзасара» (2:3) вышел на замену за 10 минут до конца матча. По окончании сезона вернулся в Россию, вновь выступал за любительские клубы.
Тренер в «Квазаре», СШОР «Олимп».